# Северо-Восточный государственный университет
Северо-Восточный государственный университет — классический университет в городе Магадане. Первый и крупнейший университет в регионе. Ведущий ВУЗ Северо-Востока России.

## История
В 1960 году в Магадане создан Магаданский государственный педагогический институт (МГПИ). Институт был во многом создан на основе действовавшего до этого Магаданского педагогического училища, взяв у него здания учебного корпуса (располагалось на улице Коммуны, д. 4), общежития, а также большую часть преподавателей. Первый учебный год в вузе начался 3 октября 1961 года на трёх факультетах: историко-филологическом, педагогическом и физико-математическом. Первыми студентами очного обучения в 1961 году стали 200 человек, заочного — 75. В 1965 году состоялся первый выпуск студентов — учителей начальных классов школ, в 1966 году институтом были впервые выпущены учителя истории, русского языка и литературы, физики и математики.
В 1970 году был построен новый учебный корпус института, рассчитанный на обучение 800 студентов. В нём обучались студенты гуманитарных факультетов.
В 1970-х — 1980-х годах на основе историко-филологического факультета института сформированы два самостоятельных — исторический и русского языка и литературы, создан факультет иностранных языков.
В конце 1980-х — начале 1990-х исторический факультет реорганизован в социально-гуманитарный, физико-математический — в факультет естественных наук и математики, подготовительное отделение вуза преобразовано в Центр довузовской подготовки и профессиональной ориентации, открыты новые направления обучения студентов.
В 1992 году Магаданский государственный педагогический институт преобразован в Международный педагогический университет в г. Магадане. В декабре 1997 году создано фактически новое учебное заведение — Северный международный университет, ставший правопреемником Международного педагогического университета и Магаданского филиала Хабаровского технического университета.
С июня 2007 года полное название учебного заведения — Государственное образовательное учреждение высшего образования «Северо-Восточный государственный университет» сокращенное название — Северо-Восточный государственный университет (СВГУ).

## Ректоры
В различные годы вуз возглавляли:
- Севильгаев Георгий Фёдорович (1961—1962) — доктор педагогических наук, профессор.
- Куликов Михаил Иванович (1962—1965) — кандидат исторических наук, доктор философских наук, профессор.
- Крюков Вениамин Фёдорович (1965—1968) — кандидат экономических наук, доцент.
- Трофимов Алексей Сергеевич (1968—1974) — кандидат исторических наук, профессор.
- Лахин Лев Александрович (1974—1982) — кандидат философских наук, доцент.
- Кокорев Евгений Михайлович (1982—2006) — доктор философских наук, профессор[9].
- Широков Анатолий Иванович (2006—2014) — доктор исторических наук, профессор.
- Корсун Роман Петрович (2014—2021) — кандидат педагогических наук, доцент[10][11].

- Брачун Татьяна Анатольевна (с 2024) — доктор философских наук, кандидат экономических наук, доцент[12].

## Структура
Структура университета включает в себя 3 института и 1 факультет.

### Институты
- Институт цифровых технологий, экономики и права
- Педагогический институт
- Политехнический институт

### Факультеты
- Дополнительного профессионального образования

### Кафедры университета
Институт цифровых технологий экономики и права, ИЦТЭиП:
- кафедра экономики
- кафедра юриспруденции
- кафедра точных и естественных наук

Педагогический институт:
- кафедра социальных и гуманитарных наук
- кафедра русской филологии и журналистики
- кафедра зарубежной филологии
- кафедра дошкольного и начального образования
- кафедра педагогики и валеологии

Политехнический институт:
- кафедра энергетики, транспорта и строительства
- кафедра геологии и горного дела
- кафедра цифровой инженерии

Факультет дополнительного профессионального образования, ФДПО:
- Кафедра повышения квалификации
- Кафедра профессиональной переподготовки

Другие подразделения:
- Военная кафедра
- Центр карьеры
- Центр народов севера
- Центр тестирования иностранных граждан
- Научный отдел
- Отдел аспирантуры

## Военно-учебный центр
В Северо-Восточном государственном университете в 2023/2024 учебном году начнёт работу Военный учебный центр (ВУЦ). 
Освоить программы военной подготовки смогут студенты очной формы обучения, изъявившие желание в процессе получения высшего образования пройти обучение по программе военной подготовки солдат и сержантов запаса.
Юноши, поступившие в СВГУ в 2023 году, могут быть зачислены на обучение в ВУЦ по следующим военно-учетным специальностям:
- ВУС 423/182 — командир отделения ультракоротковолновых и дециметровых радиостанций малой мощности

- ВУС 460/256 — механик многоканальных радиорелейных станций

- ВУС 465/256 — механик станций спутниковой связи

После окончания обучения в ВУЦ и получения диплома СВГУ юноши получат звание сержанта или рядового запаса.

## Специальности и направления подготовки
Бакалавриат и специалитет
Подготовка ведется по большому количеству направлений бакалавриата и специалитета, среди которых:
- биология
- психология
- психолого-педагогическое образование
- юриспруденция
- русская филология и журналистика
- экономика
- менеджмент
- государственное и муниципальное управление
- педагогическое образование с двумя профилями подготовки
- педагогическое образование
- строительство
- прикладная информатика
- прикладная геология
- теплоэнергетика и теплотехника
- электроэнергетика и электротехника
- горное дело

Магистратура
В Северо-Восточном государственном университете можно получить подготовку и по программам магистратуры, среди которых:
- Теплоэнергетика и теплотехника
- Электроэнергетика и электротехника
- Эксплуатация транспортно-технологических машин и комплексов
- Экономика
- Бизнес-информатика
- Педагогическое образование
- История

Обучение студентов, поступивших на бюджетные места, осуществляется бесплатно. 
В СВГУ также есть направления, позволяющие получить образование на платной основе.

## Научная деятельность
Аспирантура
В 1992 году в университете открыта аспирантура, обучение в которой велось по пяти специальностям
В 2023 году подготовка аспирантов ведется по 5 специальностям 
- Строительные конструкции, здания и сооружения
- Региональная и отраслевая экономика
- Общая педагогика, история педагогики и образования
- Русский язык. Языки народов России
- Теоретическая, прикладная и сравнительно-сопоставительная лингвистика

С момента открытия аспирантуры свыше 120 человек (аспирантов, соискателей, преподавателей вуза) защитили кандидатские диссертации.
Лаборатории
На базе университета работает 2 лаборатории, научно-исследовательская и экспериментальная.
- Лаборатория обогащения полезных ископаемых
- Испытательная лаборатория строительных конструкций и материалов.

Диссертационный совет
В 2005 году в университете был открыт объединённый региональный диссертационный совет с участием Института биологических проблем Севера Дальневосточного отделения РАН, Международного научно-исследовательского центра «Арктика», Камчатского государственного университета имени Витуса Беринга по защите кандидатских диссертаций по трём научным специальностям:
- 03.00.05 — ботаника;
- 03.00.15 — генетика;
- 03.00.16 — экология;

Первым аспирантом, успешно защитившем диссертацию на соискание учёной степени кандидата биологических наук в данном диссертационном совете стал научный сотрудник Северо-Восточного комплексного научно-исследовательского института Дальневосточного отделения РАН Александр Петрович Бульбан.
Университет поддерживает связи с зарубежными партнёрами из КНР, Армении, Кыргызстана и Республики Беларусь.

## Библиотека и издательство
Библиотека
Научно-техническая библиотека СВГУ - одна из старейших библиотек Магаданской области. Она была создана в 1961 году как структурное подразделение нынешнего Северо-Восточного государственного университета. Библиотека обеспечивает литературой и информацией учебно-воспитательный процесс и научные исследования и является центром распространения знаний, культуры, духовного и интеллектуального общения.

Издательство
Издательство учебной литературы и учебно-методических пособий для студентов как правопреемник редакционно-издательского отдела Северо-Восточного государственного университета существует с 01 ноября 1992 года. Имея в своей структуре издательство, университет располагает возможностями оперативного, качественного издания печатной продукции: учебников, учебных и учебно-методических пособий, монографий, сборников научных трудов преподавателей, аспирантов и студентов, материалов научно-практических конференций, художественной литературы.

## Материально-техническая база
Университет располагает:
- Пятью учебными корпусами, общая площадь которых составляет 46 580 кв. м. (учебно-лабораторная база - 39 978 кв.м)
- Научно-технической библиотекой
- Двумя лабораториями
- Музеем информатики
- Издательством
- Общежитием